# Notodofilmfest
Notodofilmfest es un festival español de cortometrajes en Internet creado en el año 2001 por el cineasta Javier Fesser y es uno de los proyectos de la empresa de gestión cultural La Fábrica.
Notodofilmfest es el mayor festival de cortos en España desde hace más de 20 años. Tiene como propósito potenciar el talento creativo, a la vez que actúa como lanzadera y escaparate de jóvenes cineastas. 
El Festival cuenta con un jurado formado por prestigiosos profesionales de la industria, como J.A Bayona, Isabel Coixet, Laia Costa, Rodrigo Sorogoyen. 
Constituye un vivero de creatividad que ha descubierto a toda una generación de cineastas, entre otros Daniel Sánchez Arévalo, Nacho Vigalondo o Manuela Burló Moreno. 
Además de la convocatoria anual, que culmina en una gran gala de entrega de premios en los Cines Callao, el festival desarrolla una importante actividad formativa en España y Latinoamérica a través de NotodofilmfestSchool. 